# Medina de Rioseco
Medina de Rioseco – gmina w Hiszpanii, w prowincji Valladolid, w Kastylii i León, o powierzchni 115,17 km². W 2011 roku gmina liczyła 4967 mieszkańców.